# Cimarron River
Cimarron River er en biflod til Arkansasfloden. Den løber gennem delstaterne Oklahoma, Kansas, Colorado og New Mexico i USA efter sit udspring ved Raton Pass længst nordøst i New Mexico, og den udmunder i Arkansasfloden ved Tulsa i Oklahoma. Floden er 1 123 km lang, med et afvandingsområde på 46 565 km². Der ligger ikke betydende byer langs den.

## Etymologi
Flodens nuværende navn kommer fra det tidligere spanske navn: Río de los Carneros Cimarrón, som kan oversættes til de vilde fårs flod. De tidlige amerikanske opdagelsesrejsende kaldte den Red Fork of the Arkansas (Arkansas' røde gaffel) på grund af vandets røde farve. 

## Flodens løb
Fra udspringet i New Mexico løber Cimarron, som her kaldes Dry Cimmarron, mod øst og ind i Oklahomas panhandle. Den svinger mod nordvest og ind i Colorado, men kun 15 km senere passerer den grænsen til Kansas, hvor den løber gennem Cimarron National Grassland og derefter Cimarron-ørkenen. På denne strækning udtørrer floden ofte helt i sommermånederne. Floden drejer tilbage mod Oklahoma, og krydser derefter frem og tilbage over grænsen mellem de to delstater, før den løber mod sydøst og ind i Oklahoma. Ved Tulsa munder floden ved reservoiret Keystone Lake ud i Arkansasfloden. På grund af lav vandstand er floden ikke sejlbar for skibe, og der er heller ikke bygget dæmninger langs floden.
36°54′24″N 102°59′12″V / 36.906686°N 102.986597°V